# Jean-Claude Mocik
Jean-Claude Mocik, né le 9 février 1958 à Livry Gargan, est cinéaste, vidéaste, concepteur réalisateur et pédagogue français.

## Biographie

### Chronologie
Après des études de cinéma et d'audiovisuel à Paris VIII, Jean-Claude Mocik se met au service de Pierre Jolivet pour les films Strictement personnel (1985) et Le complexe du kangourou (1986) et de Jean-Pierre Mocky pour les films Le Pactole (1985) et La machine à découdre (1986). Il devient assistant-réalisateur de Jean-Paul Jaud pour les films SOS Charlots (1983), La Marseillaise (1989).
Il réalise des fictions dont Piste (1980) et Moco Fictions (2007), des documentaires dont Théâtre, École, Créativité (1982) et Looking For Beethoven (2012), des films expérimentaux dont Paris Figure Simple (1986) et Nyc Nac Solo (1989) et des vidéos dont Correspondance avec Jean-Luc Godard (1985) et Laos Noblabla (2011). Parallèlement, il développe des prototypes visuels dont le Switcher Video Band.
À partir de 1985, il montre un intérêt particulier pour les nouvelles technologies. Il rejoint l’association Ars Technica liée à la Cité des Sciences et de l'Industrie regroupant des philosophes, des artistes, des scientifiques tels que Piotr Kowalski, Jean-Marc Levy-Leblond, Claude Faure, Jean-Max Albert, Sara Holt, Piero Gilardi, autour des relations entre l’art et les nouvelles technologies. En 1989, Dominique Noguez le recommande à la 1re Biennale d'art contemporain de Barcelone. Il y déploie une installation vidéo à 12 moniteurs vidéo disposés en pyramide.
Dans les années 1990, il se compte parmi les précurseurs de la Télévision haute définition aux côtés de Jean-Christophe Averty, David Niles, Zbigniew Rybczyński, Jacques Barsac, Pierre Trividic ou encore Hervé Nisic. Il produit et réalise des programmes expérimentaux dont Dix-neuvième pour Canal +. Pour mener à bien ses activités de recherche et développement en conception audiovisuelle, il crée en 1991 la société de production jcMCK.
En 1992, le Centre national d’art et de culture Georges-Pompidou diffuse ses films expérimentaux et ses vidéos de recherche au Cinéma du Musée programmé par Jean-Michel Bouhours. Aux côtés de Catherine Desrosiers, Catherine Beuve-Mery et Maurice Séveno, il participe, pour le CICV de Belfort Montbéliard, à la conception d'une émission télévisée interactive. En décembre 1993, à la demande du laboratoire 35 mm Les 3 Lumières, Jean-Claude Mocik inaugure au Palace de Paris le Switcher Vidéo Band, un dispositif expérimental de captation vidéo.
En 1994, il quitte l’une des principales coopératives de cinéma expérimental à Paris, Light Cône, et prend la décision de diffuser ses films expérimentaux et ses vidéos de recherche exclusivement dans son atelier. Recommandé par Olivier Bontemps et Christophe Valdejo, les 2 directeurs artistiques historiques de Gédéon et par la suite fondateurs de l’agence View, le photographe italien Oliviero Toscani lui propose en 1995 la direction du département Cinéma-Vidéo de Fabrica, le Centre de Recherche sur la Communication de Benetton, basé dans les environs de Venise. Novembre 1996, Fabrice Michel et Alain Josseau l'invitent à Toulouse pour concevoir et déployer une installation vidéo qui s'intitule Video Solo en référence à son film Nyc Nac Solo tourné en 1989 à New-York,. L’Atelier de Recherche d’Arte diffuse ponctuellement ses films et vidéos.
Réalisateur TV, il collabore à de nombreux programmes diffusés sur diverses chaînes: Paristroïka, produit et diffusé par MCM, Tout Paris pour Paris Première, l’Atelier 256 pour France 3, Court Circuit produit par MK2, diffusé par Arte et met au point des concepts de séries documentaires dont Le travail en questions, une collection de 10 × 52 min animée par Ariel Wizman et Francis von Litsenborgh diffusée sur La Cinquième.  
Depuis 2006, il est responsable pédagogique de la filière conception, écriture, réalisation au sein du Pôle Enseignement Recherche de l'INA. En 2007, il conçoit, écrit et réalise Moco Fictions un essai cinématographique entièrement tourné à l'aide d'un robot de prise de vue. En 2013, il tourne à Vienne en Autriche Looking For Beethoven, un documentaire de création sur le Belcea Quartet pour Mezzo TV et pour une chaine musicale allemande Unitel Classica.
En février 2014, à la demande de Paul Ouazan, il contribue au projet Le marcheur diffusé sur Arte Creative.

### Recherches

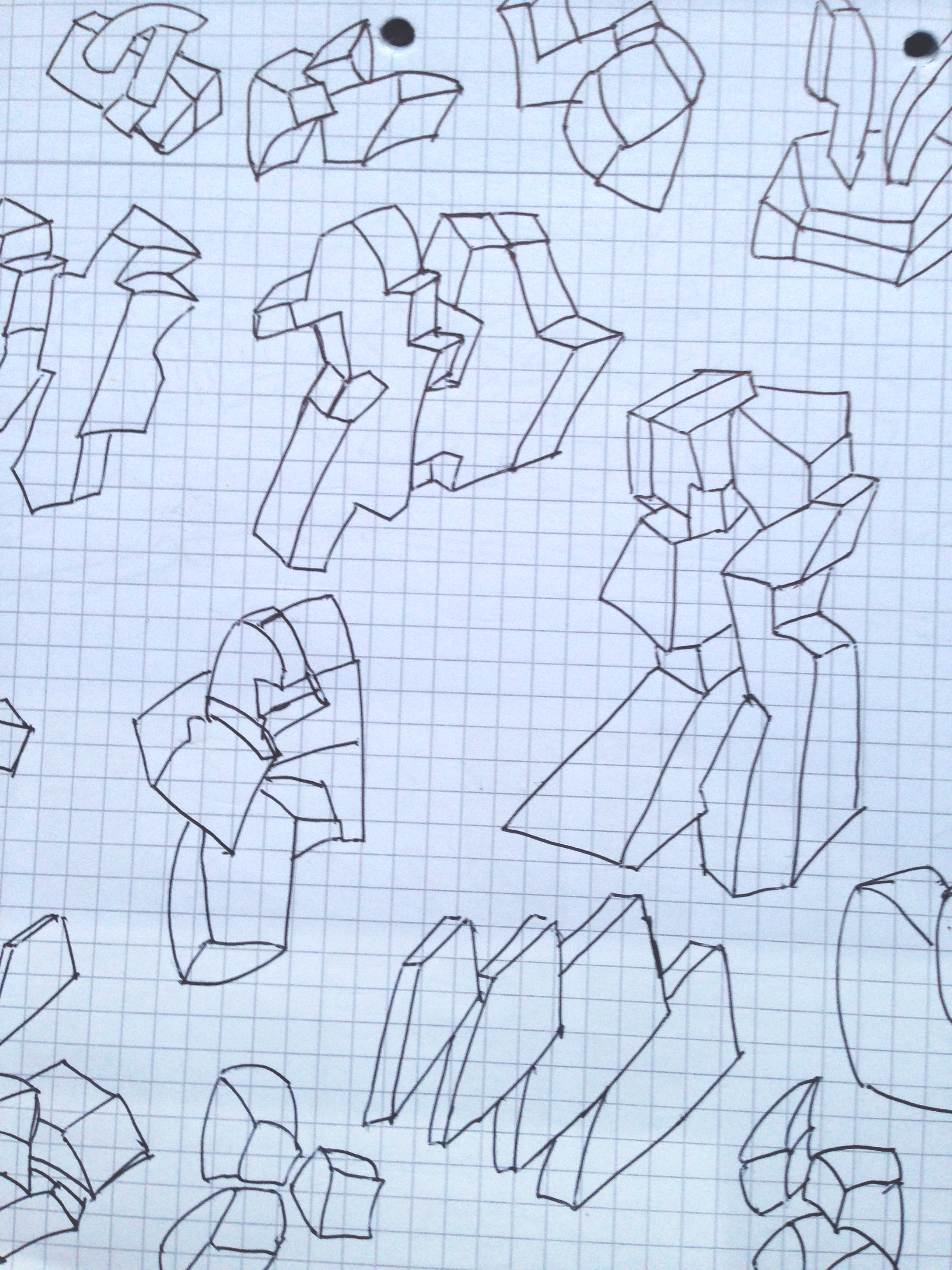
Études pour Moco Fictions, 1985

Jean-Claude Mocik se définit très tôt comme réalisateur « rythmicien ».

En réalisation cinématographique, de manière générale, les plans et les séquences sont imposés par le scénario et sa narration. Le cinéma rythmicien ou métrique se veut indifférent au sujet et au récit qu’il traite. Les images et les sons se voient détachés de toute production de sens dans la mesure où ils se trouvent exclusivement dédiés à une mise en rythme d’éléments visuels et sonores ; c’est-à-dire matière à la composition de durées, de cadences, de fréquences, de périodes et de cycles.
Du tournage au montage, toutes les ressources cinématographiques sollicitées sont considérées apriori source de rythme : axes et mouvements de caméra, échelles de plan, figures de montage, sont ainsi soumis à une contrainte — ou plutôt une précontrainte — qui par le truchement d'un système rythmique comme celui de la musique, métrique ou non, propose à l’écran, une  composition spécifique et inhabituelle. Il s‘agit de recueillir des dynamiques visuelles par la mise au point ou la composition d'un dispositif de durée structuré, rythmé. 
Un cadrage, ou un mouvement panoramique, défini généralement par le déplacement d’un personnage, est ici préétabli : peu importe que ce personnage entre ou sorte du champ.

### Expérimentations
Son travail d'artiste rythmicien implique de déployer certaines de ses réalisations sur de très longues périodes, comme le tournage d’une prise de vue cinématographique une fois par jour depuis plus de 24 ans, Série circadienne. Ou bien, de déclencher au moyen de 2 caméras vidéo une prise de vues tous les quinze jours à midi précise selon un parcours imposé par les portes de Paris, Midi pile.
Cette réalisation, entreprise en janvier 1994, se prolonge aujourd’hui.
À l’occasion des projections qui se tiennent une fois par mois dans son atelier, ses expérimentations sur le rythme l’amènent désormais à plonger dans son fonds personnel de films et vidéos, constitué au fil du temps, pour en extraire et composer des agencements visuels et sonores spécifiques à chaque séance. Il en résulte une sorte de palimpseste en permanente mutation qui pose la projection elle-même comme forme.

## Filmographie

### Films
- Piste, 13 min, 16 mm optique, 1981
- Orbite, 2 min, 16 mm  muet, 1983
- Malaxer, 4 min, 16 mm  magnétique, 1983
- Paillex-Bolard, 6 min, 16 mm  muet, 1983
- Ciné-spot, 6 min, 16 mm  muet, 1983
- 44  rue Petits Plaisirs, 6 min, 16 mm  magnétique, 1983
- Lignes, 13 min, 16 mm  magnétique, 1985
- Paris Figure Simple, 66 min, 16 mm  magnétique, 1986
- Roma Amor, 6 min, 35 mm  muet, 1986
- Nyc Nac Solo, 60 min, 16 mm  magnétique, 1989
- 33, 20 min, 16 mm magnétique,1991
- Si Film Dada, 6 min, 16 mm muet,1991
- 34, les ciels, 1 min, 35 mm muet, 1992
- Los Angelos, 13 min, 16 mm  magnétique, 1992
- Paris Solo version Sinistrée, 60 min, TV HD, 1995
- Paris Solo version Dix sur Dix, 60 min, TV HD, 1997
- Série circadienne — années 33 à 50, 16 et 35 mm, fichier numérique, 1991-2008
- Série circadienne  — années 51 à 57, 35 mm, 2008-2015

### Vidéo
- Répétitions, 20 min, 3/4 U-matic, 1983
- Correspondance avec Jean-Luc Godard, 20 min, 3/4 U-matic, 1985
- Attractions 1re version, 8 min, Béta Standard, 1988
- Lunéville version Pigalle, 7 min, Béta SP, 1990
- Dix-neuvième, 7 min, TV HD, Canal +, 1990
- Double Landscape, 30 min, Béta SP, 1994
- Coupes du Monde, 45 min, DV Cam, 1998
- Midi Pile, arc Villette Pantin, 13 min, DV Cam, 1994-2005
- Moroco, 4 min, DV Cam, 2006
- Moco Fictions, 1h30, DV Cam, 2007
- Laos Noblabla , 4 min 20, HDTV, 2011

### Émissions TV, 1991 à 2015
- Paristroïka, émission hebdomadaire, 70 × 26 min , MCM-Euromusique
- Nature, documentaire, 26 min, LMK - BBC
- Regarde le monde, quotidienne, 26 min, SIIS - Canal J
- L’atelier 256, sujets Magazine, Gédéon - FR3
- Tout Paris, émission quotidienne, 26 min, Paris Première
- Hexagone, émission  hebdomadaire, 60 min, SIIS -TV 5
- Télé TV, émission quotidienne présentée par Stéphane Paoli, Ellipse Programme - TMC
- City-Life, documentaire en TV HD (2 × 52) sur Steve Reich, jcMCK - MCM International[21]
- Epinay Sur Seine, captation TV HD de concerts rocks, jcMCK - MCM International
- Tour de Chauffe, émission hebdomadaire, Multithématiques - TMC
- Les clés de la nature, émission hebdomadaire, Télé-Images - La Cinquième
- Poulidor en jaune, documentaire fiction, 18 min, Point du Jour - Arte[22],[23]
- Fictions, spots, pubs, magazines pour Fabrica, Italie, Arte, MCM, Canale 5, MTV
- Le travail en questions, série documentaire de 10 × 52 min, Point du Jour - Ministère du Travail et des Affaires Sociales - La Cinquième[24]
- Serial killers, soirée vendredi 13, Doc en stock -13e Rue
- La Route, talk-show hebdomadaire, Starling - Canal Jimmy, Sept d'Or en 2000
- Paris Mode, intégrale Olivier Theyskens, MCM Paris - Paris Première
- Court-Circuit, hebdomadaire, MK2 TV - Arte
- Rosalie et les collectionneurs, hebdomadaire, Ad Stellas - Louvain Production - TMC
- Réalisations multicaméras en streaming , SmallBang, Mediapart
- Looking for Beethoven, documentaire, 52 min, Heliox - Unitel Classica / Mezzo

### Expositions, installations, performances
- Circulations, installation vidéo, 1re Biennale de Barcelone, 1989
- L'art au défi des technosciences ? Exposition collective, Pavillon Tusquet, Parc de la Villette, Paris, 1992
- Ici et Là, installation pour double projecteur cinéma, Champigny sur Marne, du 10 au 19 juin 1994
- Le Switcher Video Band, performance multicaméras, production Les 3 Lumières, Palace, Paris, 1993
- Eaux d'Artifices, installation performance cinématographique, Château de Courances, 25 juin 94
- Sans titre, installation  mixte cinéma-vidéo, CAES Ris-Orangis, 1994
- Le vrai du Faux, installation  mixte cinéma-vidéo, CAES Ris-Orangis, 13 et 14 mai 1995
- Vidéo Solo, installation vidéo à 20 moniteurs TV, Toulouse 1996
- Paris Pong[25], installation interactive de Djeff[26], Festival Emergences, Paris-Villette,2006
- Movimento Urbani, video-performance, Vittorio Veneto, Italie, novembre, décembre 2009[27]
- En angle côté miroir, installation vidéo, soirée Paris Lignes, samedi 18 juin 1991[28]
- Midi Pile, vidéo-performance, 2 × caméra vidéo légère, Paris, 1994-2015

### Projections et diffusion des films expérimentaux et vidéos
- Orbite, Malaxer, Ciné spot, Année 80,Nouvelle Génération - Cinéma du Musée, cnam - Centre Pompidou,1984
- Lignes, FIAG[29] - Olympic-Entrepôt,1986
- Attractions, Éthique & Télévision[30], Montbéliard, septembre 1988
- Attractions, 1re version, Festival Vidéo Art Plastique, Hérouville-Saint-Clair, 1988
- Gare du Rex, Les aprèms à Toto, Rex-Club, Paris, décembre 1988
- Lignes, Paris Figure Simple, Scratch Projection[31], Olympic Entrepôt, mardi 6 décembre 1988
- Paris Figure Simple, Ciné-Club de Saint-Charles[32], Université de Paris 1 - Panthéon - Sorbonne, mercredi 23 novembre 1988
- Paris Figure Simple, V.L.A. vers le livre d'artiste, Bordeaux, 13 janvier 1989
- Paris Figure Simple, Archives du film expérimental[33],[34], Avignon, samedi 24 février 1989
- Attractions, 1re version, Festival VIDEO CREATION, Montpellier, 1989
- 44, Rue Petit, Paris Figure simple, The Millenium[35], New-York, 19 mai 1989.
- Nyc Nac Solo, Cinémathèque française de Chaillot[36], Paris, vendredi 7 février 1990
- Paris Figure Simple, Scratch Projection[31], Olympic Entrepôt, mardi 27 mars 1990
- Nyc Nac Solo, XXe Festival International de Musique Expérimentale, Bourges, du 06 au 16 juin 1990
- Nyc Nac Solo, Scratch Projection[31], Olympic Entrepôt, mardi 16 octobre 1990
- Nyc Nac Solo, Archives du film expérimental[33],[34], Avignon,samedi 17 novembre 1990
- Dix-Neuvième, Vidéothèque de Paris[37], Paris,lundi 17 décembre 1990
- On/off, portrait d'un sculpteur, Festival Vidéo Art Plastique, Hérouville-Saint-Clair, 1990
- Dix-Neuvième, 2e Festival International de Vidéo, Vigo, Espagne, jeudi 24 janvier 1991
- Paris Figure Simple, Anthology Gallery of Ontario (AGO)[38],Toronto, vendredi 22 février 1991
- Paris Figure Simple, Cinémathèque québécoise[39], Montréal, Québec, Canada, mardi 15 mars 1991
- Rétrospective des films et vidéos, Cinéma du Musée, cnam - Centre Georges Pompidou, du 12 au 16 février 1992
- Jeune, Dure et Pure ! Une histoire du cinéma d'avant-garde et expérimental en France, Programme 71[40], Cinémathèque française, mai /juin, 2000

## Articles publiés / Publications
- Multifaces, Chimaera (Revue)[41] – CICV - Belfort Montbéliard, 1991
- Les conceptions du montage, Entretien mené par Elisabeth Jenny[42], CinémaAction no 72, 3e trimestre 1994
- La télévision à petits pas, actes Sud, 2008
- Atelier-concert autour de Steve Reich[43]
- Cinématon de Gérard Courant[44]
- L’après Pierre Schaeffer, à la recherche du paradis perdu de la création audiovisuelle, E-dossiers de l’audiovisuel, Ina, novembre 2010[45]
- Evocation de Jean-Claude Mocik à propos de Midi Pile[46]